# Aspistes occidentalis
Aspistes occidentalis är en tvåvingeart som beskrevs av Cook 1965. Aspistes occidentalis ingår i släktet Aspistes och familjen dyngmyggor. Inga underarter finns listade i Catalogue of Life.